# Heinrich Proch
Heinrich Proch (Böhmisch-Leipa, nu: Česká Lípa, 22 juli 1809 – Wenen, 18 december 1878) was een Boheems componist, muziekpedagoog, dirigent en violist.

## Levensloop
Proch kreeg eerste muzieklessen in Pottendorf (bij een violist van de "Eszterházyschen Kapelle" te Eisenstadt) en in Wiener Neustadt bij Wenzel Smolik en Joseph Benesch, zijn latere schoonbroer, (viool) en bij Anton Herzog (muziektheorie en contrapunt). Van 1828 tot 1831 studeerde hij aan de Universiteit van Wenen rechten en behaalde zijn diploma. Vervolgens was hij ambtenaar bij de Weense Magistraat.
Vanaf 1826 had hij eerste successen als violist. Van 1851 tot 1878 was hij lid van de Wiener Hofkapelle. Verder was hij van 1837 tot 1840 kapelmeester van het orkest aan het Theater in der Josefstadt en vervolgens rond 30 jaar eerste kapelmeester van het orkest van het Theater am Kärntnertor, de latere hofopera. In 1874 werd hij kapelmeester aan de Komische Oper am Schottenring, het latere Ring-Theater. Hij had niet alleen een reputatie als dirigent, maar ook als zangleraar. Tot zijn leerlingen behoorden: Dustmann-Meyer, Amalie Materna, Minna Peschka-Lentner en Angelika Dittrich.
Hij vertaalde ook libretti van opera's van onder anderen Giuseppe Verdi, Gaetano Donizetti en Victor Massé.
In 1854 werd hij voorzitter van de "Akademie der Tonkunst" in Wenen en erelid van het filharmonisch gezelschap te Laibach, nu: Ljubljana en van het Mozarteum te Salzburg. Proch was Ridder in de Frans Jozef-Orde en ontving de grote gouden medaille voor kunst en wetenschap van de Koning van Pruisen en de Koning van Hannover.

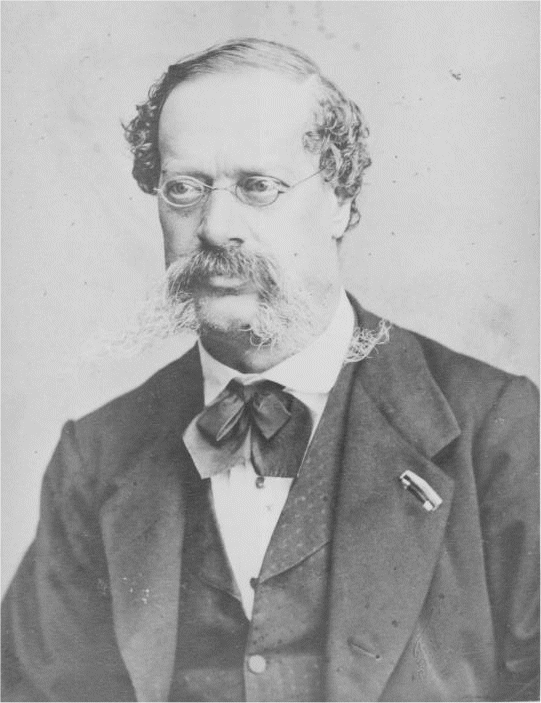
Heinrich Proch uit de portret collectie Friedrich Nicolas Manskopf

Met zijn liederen werd hij in zijn tijd als opvolger van Franz Schubert gevierd, omdat hij rond 200 liederen schreef. Verder schreef hij een opera, drie operettes en werken voor orkest en harmonieorkest.
Zijn dochter Marie Louise Proch studeerde bij S. Marchesi en werd zangeres en actrice. Zij was met de operazanger Karl Eduard Katzmayr (1838–85) gehuwd. De kleindochtertjes van Proch Marie Seyff-Katzmayr en Berta Franziska Katzmayr waren eveneens zangeressen.

## Composities

### Werken voor orkest
- Thema en variaties: Deh torna mio bene, mio tenere amor, voor coloratuursopraan en orkest, op. 164

### Werken voor harmonieorkest
- 1848 Gratzer National-Garde-Marsch, op. 148 (opgedragen aan graaf Mathias Constantin von Wickenburg, Gouverneur van Stiermarken)
- Das Alphorn, fantasie
- Großer Walzer
- Solo de Clarinette, voor klarinet en harmonieorkest

### Muziektheater

#### Opera's
| Voltooid in | titel          | aktes   | première               | libretto |
| ----------- | -------------- | ------- | ---------------------- | -------- |
| 1844        | Ring und Maske | 3 aktes | 4 december 1844, Wenen |          |

#### Operettes
| Voltooid in | titel                     | aktes | première               | libretto |
| ----------- | ------------------------- | ----- | ---------------------- | -------- |
| 1846        | Die Blutrache             |       | 5 december 1846, Wenen |          |
| 1847        | Zweiter und dritter Stock |       | 5 oktober 1847         |          |
| 1848        | Der gefährliche Sprung    |       | 5 januari 1849, Wenen  |          |

#### Toneelmuziek
- Die schlimmen Frauen im Serail

### Vocale muziek
- 1837 Glaube, Hoffnung und Liebe, voor zangstem, cello en piano, op. 34 - tekst: I. F. Castelli
- om 1840 Das Alpenhorn, voor alt (of bariton), hoorn en piano, op. 18
- 1846 Wiederfinden, voor zangstem, cello en piano, op. 129 - tekst: Franz Hartmann
- 1847 Wunsch, voor zangstem en piano, op. 136
- 1850 Ob sie meiner wohl gedenkt?, voor zangstem, hoorn en piano, op. 22
- 1873 Wiedersehn, voor zangstem en piano
- 1882 S'Morgen fensterln, voor zangstem en piano
- A psalm of life, voor zangstem en piano - tekst: Henry Wadsworth Longfellow (1807-1882)
- Abschiedlied, voor 3 hoorns en 4 mannenstemmen
- An Emma, voor zangstem, hoorn en piano, op. 5
- An die Sterne, voor zangstem, hoorn en piano, op. 6
- Antwort, voor zangstem en piano, op. 99
- Calma o caro - Aria Di Concerto, voor zangstem, hoorn en piano, op. 110
- Der blinde Fischer, voor zangstem, hoorn en piano, op. 17
- Der Jüngling am Bache, voor zangstem, cello en piano, op. 1 - tekst: Friedrich von Schiller
- Der Sänger und der Wanderer, voor zangstem, hoorn en piano, op. 31
- Der tolle Musikant, Melodram voor spreker, zangstem, hoorn en piano, op. 91
- Die Mutter wird mich fragen, voor zangstem en piano, op. 159
- Frage nicht!, voor zangstem en piano, op. 83
- Gefangene Nachtigall, voor zangstem, hoorn en piano, op. 11
- Glockentöne, voor zangstem, cello (of viool, of hoorn) en piano, op. 21
- Im Rhein, im schönen Strome, voor zangstem en piano, op. 160 nr. 1 - tekst: Heinrich Heine
- Lebewohl!, voor alt (of bariton) en piano, op. 35 - tekst: van de componist
- Mein Reichtum, voor zangstem en piano, op. 4
- Mit frohem Herz, mit heiterm Blick, voor sopraan (of tenor) en piano, op. 74
- Nur wer die Sehnsucht kennt, voor zangstem en piano, op. 79 nr. 2 - tekst: Johann Wolfgang von Goethe
- Perl-Lied, voor zangstem en piano - tekst: J.G. Seidl, uit het dramatisch gedicht "Der Mediziner und der Jurist"
- Schweitzers Heimweh, voor zangstem, klarinet en piano, op. 38
- Sterbeklänge, voor zangstem en piano, op. 215 - tekst: Ludwig Uhland
  1. Das Ständchen
  2. Die Orgel
  3. Die Drossel
- Türmers Nachtlied, voor zangstem, hoorn en piano, op. 58
- Unter den dunkeln Linden, voor zangstem, hoorn en piano, op. 122
- Wanderlied An Sie!, voor zangstem, hoorn en piano, op. 14 - tekst: M. G. Saphir

### Kamermuziek
- 1830 Strijkkwartet nr. 1, op. 12
- Lied ohne Worte, voor hoorn en piano, op. 163